# Bedford-Stuyvesant
Bedford-Stuyvesant, conosciuto colloquialmente come Bed-Stuy, è un quartiere del borough di Brooklyn, situato nella città statunitense di New York. Confina a nord con Williamsburg, a ovest con Clinton Hill, a est con East New York e Crown Heights e a sud con Brownsville.
Il quartiere è il risultato dell'unione dei villaggi Bedford e Stuyvesant Heights, che prende a sua volta il nome da Peter Stuyvesant, l'ultimo governatore dei Nuovi Paesi Bassi. Bedford-Stuyvesant è il cuore della cultura afroamericana a Brooklyn, così come Harlem lo è per Manhattan, non è un caso che le persone importanti cresciute qui siano tutte di pelle scura.
Nel quartiere sono stati ambientati il film Fa' la cosa giusta diretto da Spike Lee e la serie televisiva Tutti odiano Chris.
È il quartiere in cui sono cresciuti due dei più grandi rapper di sempre:  The Notorious B.I.G. e Jay-Z.

## Trasporti
Il quartiere è servito dalla metropolitana di New York attraverso diverse stazioni:
- Franklin Avenue, Nostrand Avenue, Kingston-Throop Avenues, Utica Avenue, Ralph Avenue e Rockaway Avenue della linea IND Fulton Street, dove fermano i treni delle linee A e C;
- Classon Avenue, Bedford-Nostrand Avenues, Myrtle-Willoughby Avenues e Flushing Avenue della linea IND Crosstown, dove fermano i treni della linea G;
- Chauncey Street, Halsey Street, Gates Avenue, Kosciuszko Street e Myrtle Avenue della linea BMT Jamaica, dove fermano i treni delle linee J, M e Z.

Bedford-Stuyvesant è servito anche dalla stazione di Nostrand Avenue della Long Island Rail Road.